# Vacok (település)
Vacok (szlovákul: Bacúch) község Szlovákiában, a Besztercebányai kerületben, a Breznóbányai járásban.

## Fekvése
Breznóbányától 16 km-re északkeletre, a Garam jobb oldalán fekszik.

## Története
A település a 15. században keletkezett a Breznóbánya határához tartozó területen fekvő, a Schaffer és Gaismair családok tulajdonában állt vasércbányák és kohók közelében. 1563-ban „Bazuch” néven említik először, később „Batzuch”, „Watzuch” alakban bukkan fel a korabeli forrásokban. A falut a bányakamarához tartozó favágók települése volt, erdei munkások és a helyi fűrésztelep munkásai éltek itt.
A 18. század végén Vályi András így ír róla: „BACZUK. Nem nagy falu Zólyom Vármegyében, birtokos Ura a’ Bányászi Királyi Kamara, lakosai katolikusok. Határja közép termékenységű, fája, réttye, legelője elég van.”
1828-ban 68 házában 499 lakos élt. Lakói az erdei munkákon kívül tutajozással, fuvarozással, idényjellegű mezőgazdasági munkákkal foglalkoztak.
Fényes Elek 1851-ben kiadott geográfiai szótárában így ír a faluról: „Baczuch, tót falu, Zólyom vármegyében, a megye északkeleti csucsában, hol a Gömör, Zólyom, Liptó vgyei határok összejönnek: 499 kath. lak. Van vasbányája, savanyuvize, s igen szép fenyves erdeje. F. u. a kamara. Ut. p. Beszterczebánya.”
A falu 1905-ben egy tűzvészben leégett. A trianoni diktátumig Zólyom vármegye Breznóbányai járásához tartozott.
1921-ben egy tűzvészben 133 ház égett le.

## Népessége
| Év:            | 1994. | 2004.   | 2014.   | 2024.   |
| -------------- | ----- | ------- | ------- | ------- |
| Emberek száma: | 1112  | 1030    | 973     | 894     |
| Eltérés:       |       | -7,37 % | -5,53 % | -8,11 % |

| Év:            | 2023. | 2024.   |
| -------------- | ----- | ------- |
| Emberek száma: | 897   | 894     |
| Eltérés:       |       | -0,33 % |

1910-ben 1241, túlnyomórészt szlovák anyanyelvű lakosa volt.
2001-ben 1040 lakosából 1026 szlovák volt.
2011-ben 1013 lakosából 970 szlovák volt.

## Nevezetességei
- Szent József tiszteletére szentelt római katolikus temploma 1863-ban épült.